# Amagi (porte-avions)
Pour les articles homonymes, voir Amagi.
L'Amagi (天城, Heaven Castle) est un porte-avions de classe Unryū construit pour la Marine impériale japonaise pendant la Seconde Guerre mondiale. Nommé d'après le Mont Amagi, et complété tardivement à la fin de la guerre, il n'a jamais embarqué d'avion et a passé la guerre dans les eaux japonaises. Le navire a chaviré en juillet 1945, après avoir été frappé à plusieurs reprises au cours de frappes aériennes américaines sur la base aérienne de Kure. L'Amagi a été remis à flot en 1946 puis démantelé.